# Station Sobów
Station Sobów is een spoorwegstation in de Poolse plaats Tarnobrzeg.